# Mohamed Keita
Mohamed Keita (ur. 1 stycznia 1980) – piłkarz gwinejski grający na pozycji bramkarza.

## Kariera klubowa
Karierę piłkarską Keita rozpoczął w klubie AS Kaloum Star, pochodzącego ze stolicy kraju Konakry. W jego barwach zadebiutował w pierwszej lidze gwinejskiej. W 2003 roku zdobył z AS Kaloum Puchar Gwinei, a na początku 2005 roku odszedł do innego stołecznego zespołu, Satellite FC. W 2005 roku wywalczył z nim swoje pierwsze mistrzostwo kraju w karierze, a w latach 2006 i 2008 zdobył kolejne 2 puchary kraju.

## Kariera reprezentacyjna
Swoje jedyne spotkanie w reprezentacji Gwinei Keita rozegrał w 2004 roku. W tym samym roku był rezerwowym bramkarzem dla Kémoko Camary w Pucharze Narodów Afryki.